# ボイロン修道院

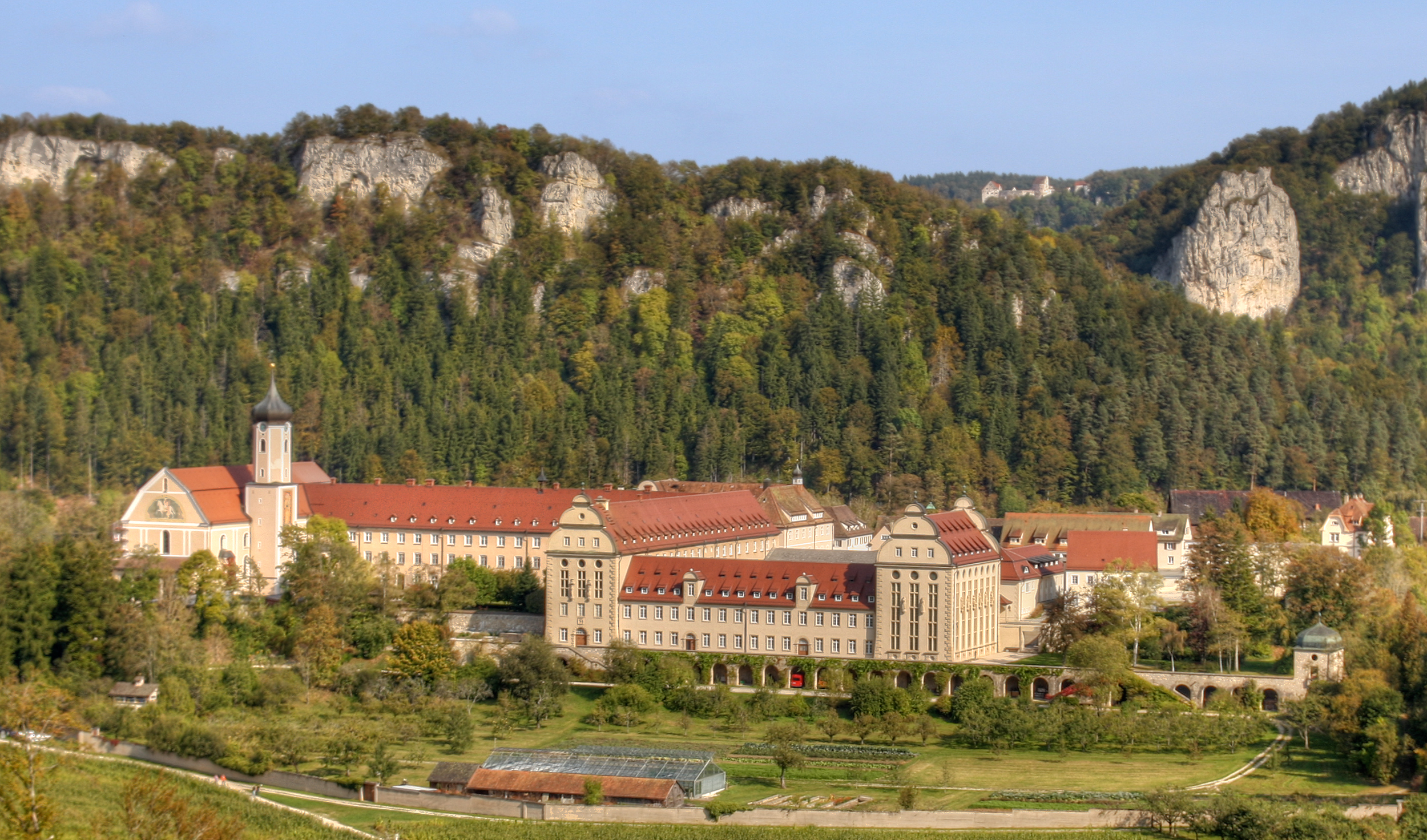
ボイロン修道院

ボイロン修道院(Erzabtei St. Martin zu Beuron、ラテン語：Archiabbatia Sancti Martini Beuronensis）は、ドイツジグマリンゲン郡のベネディクト会修道院。

## 概説
かつてはアウグスティーノ修道会の修道院であったが一時さびれたあと、1863年にカタリーナ・フォン・ホーエンツォレルン＝ジグマリンゲン侯爵未亡人による財政援助によって復興した。
哲学者のマルティン・ハイデッガーはボイロン修道院で研究をたびたび行った。

## 日本の殿ヶ丘修道院
1931年にボイロン修道院の宣教師ベルナルド・ハップレとヒルデブランド・ヤ イゼルが来日し、1934年東京田園調布の一軒家を借りてスピアコハウスと名付け、1936年には神奈川県の茅ヶ崎町甘沼に殿ヶ丘修道院が設立されたが、1939年に閉鎖された。